# Charles Laval
Charles Laval (* 17. März 1862 in Paris; † 26. April 1894 ebenda) war ein französischer Maler, der der Schule von Pont-Aven angehörte und den Synthetismus mitbegründete.

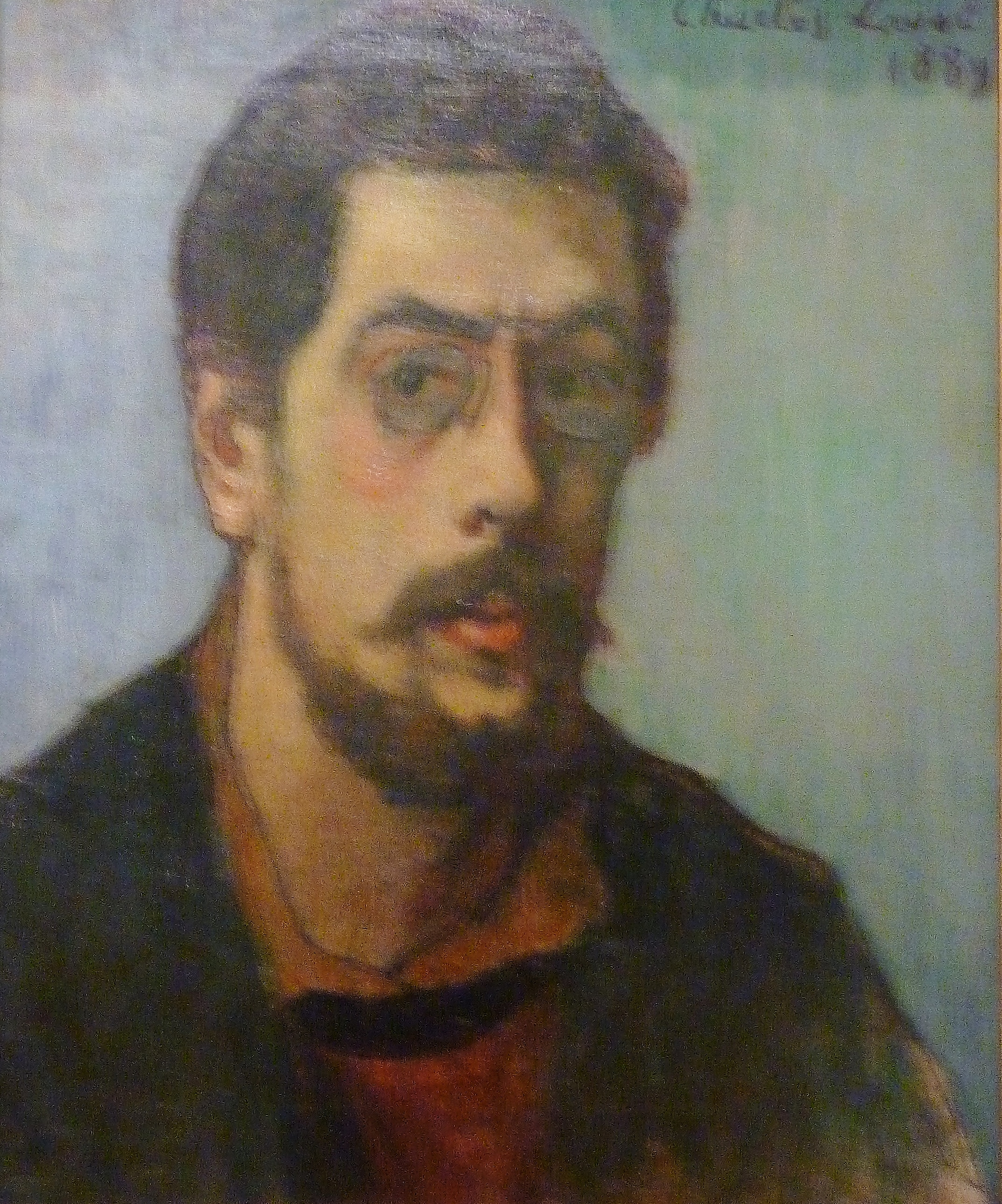
Charles Laval: Selbstporträt (1888), Van Gogh Museum Amsterdam

## Frühwerk und Auslandsreisen
Der Sohn eines Architekten und einer polnischen Mutter war Schüler von Léon Bonnat und später von Fernand Cormon. 1880 stellte er zum ersten Mal ein bukolisches Bild mit dem Titel „Bauernhof in Barbizon“ auf dem Salon de Paris und nahm auch 1883 am Salon teil. In der Folge hatte er Kontakte zu Henri de Toulouse-Lautrec, Émile Bernard und Louis Anquetin, die Ende der 1880er Jahre die Theorie des Cloisonismus schufen. Laval entwickelte eine Vorliebe für die Porträtmalerei. Mehrere Werke aus dieser Zeit sind verloren. Henri Delavallée, den er 1886 in Pont-Aven kennenlernte, erinnert sich, dass diese Arbeiten stilistische Anklänge an Werke von Degas zeigten, Émile Bernard konstatierte Lavals Vorliebe für die Farbe schwarz, die auf den Einfluss Bonnats zurückgeführt werden kann.

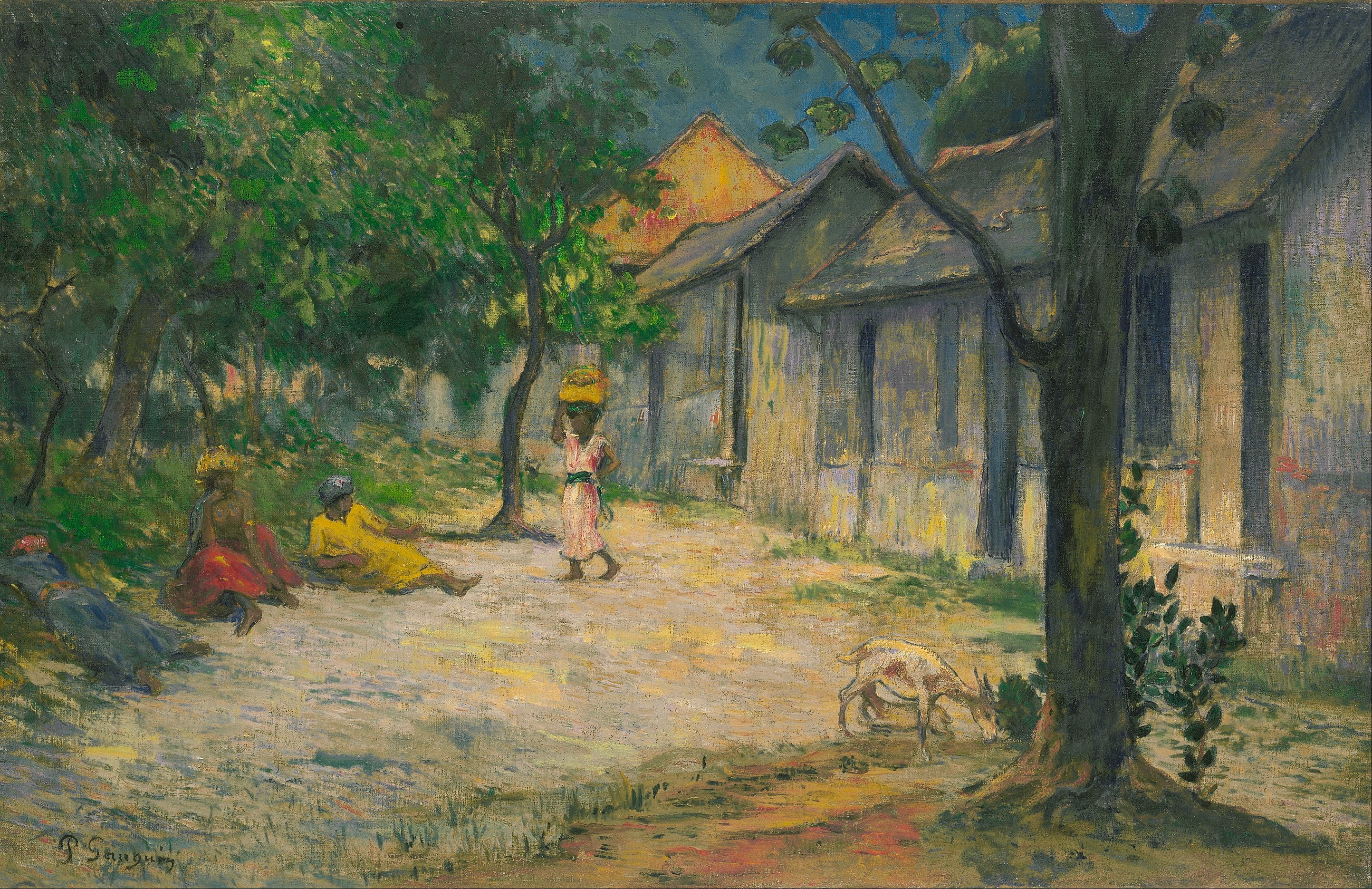
Charles Laval: Frau mit Ziege im Dorf (1887), früher Gauguin zugeschrieben
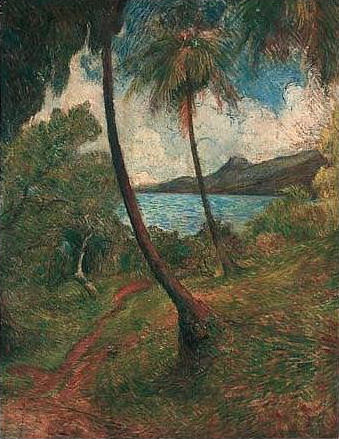
Charles Laval: Landschaft auf Martinique (1887), früher Gauguin zugeschrieben

Ebenfalls 1886 lernte Laval in Pont-Aven Paul Gauguin kennen, dem er freundschaftlich verbunden blieb. Auf der Suche nach einer radikal „anderen“ Kunst reisten sie 1887 nach Panama. Die nötigen Geldmittel verdiente Laval sich zuvor mit akademischer Porträtmalerei. Er wurde auch von dem Bankier Albert Dauprat gesponsert, der inzwischen seine Bilder in Frankreich verwahrte. Bald waren Laval und Gauguin jedoch wegen Geldmangel gezwungen, in ein französisches „Paradies“ nach Martinique zu reisen. Dort entstanden mehrere Landschaftsbilder, die lange Gauguin zugeschrieben wurden. In vielerlei Hinsicht sind die Gemälde von Laval aus Martinique denen von Gauguin voraus. Sie orientierten sich an der rhythmisierten Struktur der Arbeiten von Pierre Puvis de Chavannes mit ihren vereinfachten, in Form weicher Arabesken fließenden menschlichen Figuren (z. B. Lavals Gemälde Frauen von Martinique im Musée d’Orsay).

### Der Synthetismus
Von einer Ruhr-Infektion und einer Demenzkrise angeschlagen, verließ Laval nach einem Suizidversuch die französischen Antillen und kehrte im Juli 1888 in die Bretagne nach Pont-Aven zurück. Dort hatten inzwischen Émile Bernard und Gauguin erste Bilder mit vereinfachten Formen, starker Umrisszeichnung und fehlender geometrischer Perspektive gemalt, die emblematisch für den Synthetismus standen. Auf diese antwortete Laval mit seinem Bild Allant au marché („Beim Gang zum Markt“), hinter dem sich sein Selbstporträt in bretonischer Frauentracht verbarg. Durch den späteren Streit zwischen Gauguin und Bernard wurde die wichtige Rolle Lavals für die Entwicklung des frühen Phase des Synthetismus und die Entwicklung der Experimente mit der Farbe verdeckt.

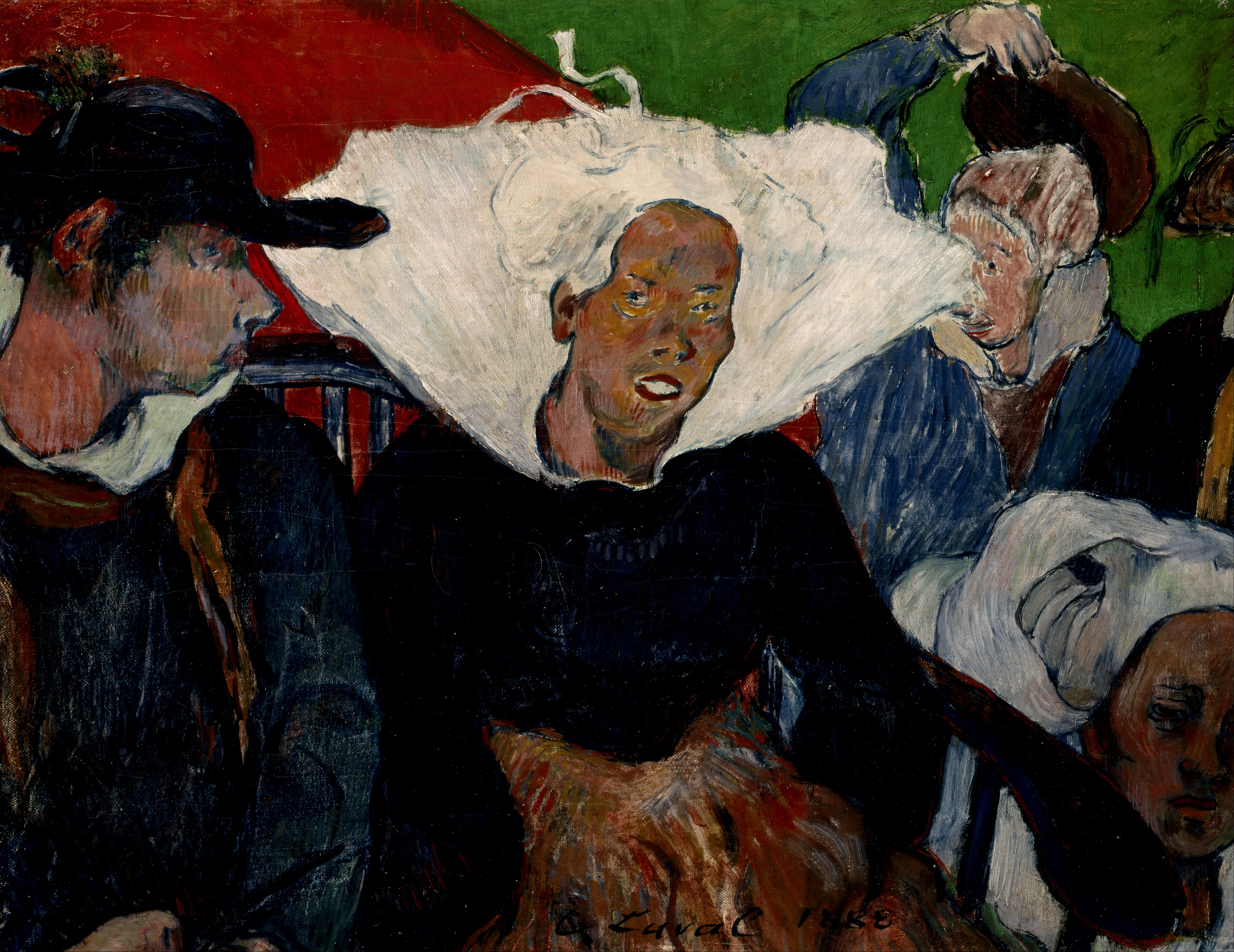
Charles Laval: Allant au marché
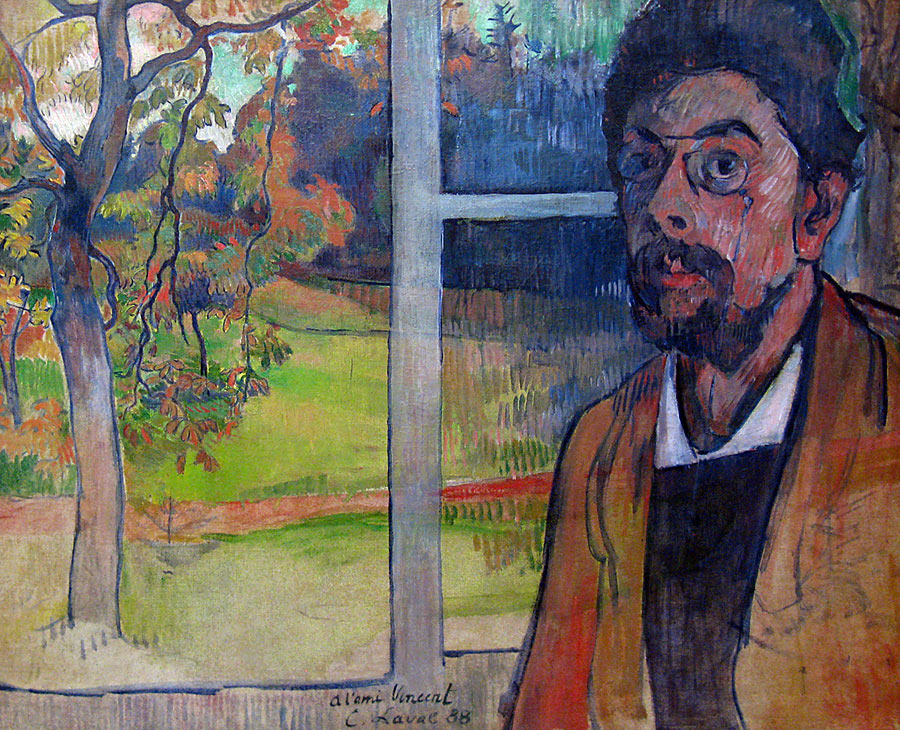
Charles Laval: Selbstporträt

Laval erkrankte an Tuberkulose und reduzierte seine Maltätigkeit, stellte aber zur Weltausstellung 1889 zehn seiner Arbeiten im Café Voltini aus. 1889 folgte er Gauguin nach Le Pouldu und wandte sich einem vom Katholizismus geprägten Symbolismus zu. 1890 verlobte er sich mit der Schwester von Émile Bernard, auf die auch Gauguin ein Auge geworfen hatte. Das führte zum Bruch zwischen beiden. Für kurze Zeit ging er im gleichen Jahr nach Ägypten, um dort seine angegriffene Gesundheit wieder herzustellen.
Lavals letzte Arbeiten sind wieder traditioneller Art. Sein letztes Werk Le Christe noir (1893), angelehnt an den Gekreuzigten Christus von Bonnat, der 1874 wegen der beinahe expressionistischen Darstellung einen Skandal ausgelöst hatte, zeigt einen Christus mit roten Haaren, wie sie Gauguin besaß, vor schwarzem Himmel mit dramatisch rotem Sonnenuntergang. Dieses Bild, das man als Bestätigung der Aussage Bernards über die „schwarze Manie“ Lavals interpretieren kann, sowie ein „gelber Christus“, beide im Besitz der Familie Dauprat, wurden erst 1984 wiederentdeckt.

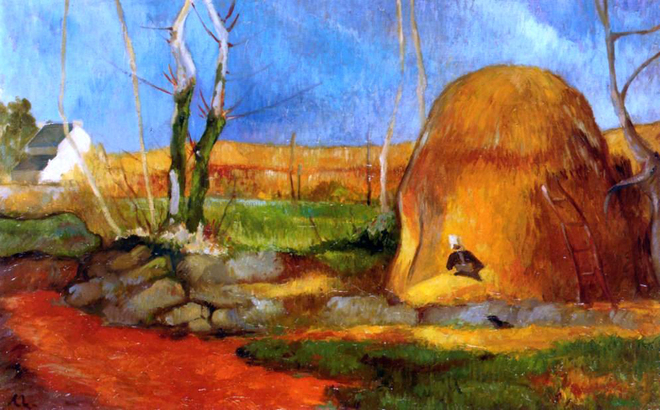
Charles Laval: Nach der Ernte

1894 starb Laval an Tuberkulose. Etwa 30 seiner Bilder und Zeichnungen sind erhalten, möglicherweise stammen jedoch weitere, Gauguin zugeschriebene Landschaftsbilder ebenfalls von ihm.